# Butterfield Engineering
Butterfield Engineering war ein britischer Hersteller von Automobilen und Kits.

## Unternehmensgeschichte
Richard Butterfield gründete 1961 das Unternehmen. Der Sitz war an der Paynes Lane in Nazeing. Er begann mit Unterstützung von Francis Manning mit der Produktion von Automobilen. Der Markenname lautete Butterfield. Im Januar 1962 wurde ein Fahrzeug auf der Racing Car Show präsentiert. 1963 endete die Produktion. Insgesamt entstanden vier Exemplare.

## Fahrzeuge
Einziges Modell war der Musketeer. Es war das weltweit erste Kit Car auf Mini-Basis. Die Basis bildete der Mini, allerdings mit einem Rohrrahmen. Darauf wurde eine Karosserie aus Fiberglas montiert. Zur Wahl standen Coupé und Cabriolet. Die Vierzylindermotoren des Mini mit 848 cm³ und 998 cm³ Hubraum waren verfügbar. Der hohe Preis von 848 Pfund, was dem doppelten Preis eines Mini entsprach, sorgte für eine niedrige Nachfrage.